# Cherish the Day
Singles de Sade
Kiss of Life
(1993) By Your Side
(2000)
Clip vidéo
[vidéo] « Turn My Back on You », sur YouTube
Cherish the Day est une chanson du groupe anglais Sade, tirée de son quatrième album studio, Love Deluxe (1992). Elle est sortie en tant que quatrième et dernier single de l'album au Royaume-Uni le 19 juillet 1993. La chanson est écrite, composée et produite par les membres du groupe Sade Adu, Andrew Hale et Stuart Matthewman.

## Accueil critique
Justin Chadwick du site musical Albumism décrit la chanson comme « planante », ajoutant qu'« une Adu nostalgique chante la découverte d'un amour si suprême que rien dans cette vie ou au-delà ne pourra jamais rivaliser ». Tanya Rena Jefferson d'AXS déclare, « Cette chanson joyeuse et soul embrasse quelqu'un à chérir chaque jour ». Troy J. Augusto écrit pour le magazine américain Cash Box qu'elle « présente l'arrangement musical discret habituel de Sade, permettant au chant principal, même aussi décontracté qu'il soit, d'être la pièce maîtresse de la chanson ».
Dans une critique parue dans le magazine paneuropéen Music & Media, il est écrit « Malgré la pochette, qui montre Sade avec une guitare et une pile de haut-parleurs en arrière-plan, elle n'a pas modifié son style musical. Au contraire, avec une piste de batterie solitaire sur un tapis de synthé, la 'soul ambiante' est à portée de main ». James Hamilton, du « RM Dance Update » du magazine Music Week, l'a décrite comme une « belle chanson langoureuse et tranquille ».

## Liste des titres
| A. | Cherish the Day (Sade Remix Short Version) | 5:18 |
| B. | Cherish the Day (Ronin Remix)              | 6:58 |

| 1. | Cherish the Day (Sade Remix Short Version) | 5:18 |
| 2. | Cherish the Day (Sade Remix Long Version)  | 6:18 |

| 1. | Cherish the Day (Sade Remix Short Version) | 5:18 |
| 2. | Cherish the Day (Sade Remix Long Version)  | 6:18 |
| 3. | Cherish the Day (Ronin Remix)              | 6:58 |
| 4. | Cherish the Day (Pal Joey Remix)           | 6:46 |

| 1. | Cherish the Day (Sade Remix)       | 6:18 |
| 2. | Cherish the Day (Ronin Remix)      | 6:58 |
| 3. | Cherish the Day (Pal Joey Remix)   | 6:46 |
| 4. | Feel No Pain (Nellee Hooper Remix) | 5:09 |
| 5. | No Ordinary Love (Album Version)   | 7:18 |

| A. | Cherish the Day (Sade Remix Short Version) | 5:18 |
| B. | No Ordinary Love (Radio Edit)              | 5:22 |

## Crédits
- Sade Adu – chant
- Andrew Hale – claviers
- Paul Denman (en) – basse
- Stuart Matthewman – guitare, saxophone

## Classements hebdomadaires
| Classement (1993)                   | Meilleure position |
| ----------------------------------- | ------------------ |
| États-Unis (Bubbling Under Hot 100) | 116                |
| États-Unis (Dance Singles Sales)    | 23                 |
| États-Unis (Hot R&B Singles)        | 45                 |
| États-Unis (Cash Box Top 100 R&B)   | 40                 |
| Royaume-Uni (UK Singles Chart)      | 53                 |
| Royaume-Uni (UK Dance Chart)        | 17                 |